# Кал (филм)
„Кал“ е български игрален филм (късометражен, драма) от 1997 година, по сценарий и режисура на Ивайло Симидчиев. Оператор е Антон Бакарски.

## Актьорски състав
- Петър Василев
- Благое Николич – Чужденец
- Филип Аврамов – Шефа на циганите
- Траян Борисов
- Марио Григоров
- Красимир Желев
- Дафина Кацарска
- Красимир Колев
- Стефан Шопов
- Добромир Симидчиев
- Асен Василев

## Награди
- Награда „Особен поглед“ за операторска работа, Попово, България, 1998
- Награда за „Най-изненадващ филм“, 13-и международен фестивал Оденсе, Дания, 1998 г.
- „Първа награда на Кодак“, международен студентски фестивал София, България, 1998
- „Специална почетна награда на журито“, 10-и Фестивал за дебютни филми, Анже, Франция, 1998
- „Награда за режисура“ (на СИЛЕКТ), 17-и международен студентски фестивал в Мюнхен, Германия, 1997
- „Награда Млад талант“, 17-и Международен Студентски Фестивал в Мюнхен, Германия, 1997
- „Най-добър балкански филм“, 3-ти международен фестивал за късометражни филми в Драма, Гърция, 1997
- „Почетен диплом на ректора на ВГИК“, международен филмов фестивал „Любовта е Лудост“ Варна, България, 1997